# Cornelius XFG-1
El Cornelius XFG-1 fue un planeador militar remolcado de transporte de combustible estadounidense, sin cola y con un ala en flecha invertida. Se construyeron dos aparatos, pero el desarrollo finalizó en 1945.

## Diseño y desarrollo
El Cornelius XFG-1, desarrollado bajo la designación de proyecto MX-416 era un avión poco usual aerodinámicamente, destinado a realizar un poco usual papel militar. George Cornelius había estado experimentando con aviones que presentaban una incidencia diferencialmente variable desde los años 20. Sus dos primeras máquinas eran por lo demás convencionales, pero la tercera, el Cornelius Mallard de 1943, no lo era, ya que no disponía de plano de cola horizontal y tenía una baja relación de aspecto y alas en fuerte flecha invertida. Aunque muy diferente en detalle, el XFG-1 se basó en la experiencia del Mallard. Se construyó una maqueta del XFG-1 a escala 1/4 para las pruebas de túnel de viento.
Las siglas FG de su designación correspondían a Fuel Glider (Planeador de Combustible) y su misión era transportar el mismo. Debía ser remolcado detrás de otros aviones, como los planeadores de transporte de tropas de la época, pero sus dos depósitos de combustible albergaban 2560 l de avgas. A diferencia de otros planeadores de transporte de tropas, como el Waco CG-4, el XFG-1 podía ser remolcado por modernos bombarderos o transportes a una velocidad de crucero de 400 km/h. Las propuestas parecen haber incluido una versión tripulada remolcada detrás de un gran transporte, aterrizando el planeador cargado sobre esquís al haber eyectado sus ruedas tras el despegue; o una versión sin piloto remolcada detrás de un bombardero B-29, desconectada y abandonada después de que se completara la transferencia de combustible; la intención del plan era que el planeador actuase, esencialmente, como un depósito lanzable gigante con alas, para extender el alcance del avión remolcador.
El XFG-1 era un monoplano de ala alta, estando esta instalada muy atrás hacia su estabilizador vertical. El ala tenía una relación de aspecto bastante alta y un modesto aflechamiento invertido. Aunque los anteriores aviones Cornelius tenían alas cuya incidencia variaba en el aire, la del XFG-1 solo podía ser ajustada en tierra, con dos ajustes de 3º y 7º. No había cola horizontal. Disponía de un simple tren de aterrizaje fijo triciclo y una cabina monoplaza; se construyeron dos ejemplares del modelo.

## Historia operacional
Se construyeron dos prototipos y se realizaron 32 vuelos entre ambos en 1944-45, aunque el primero se perdió debido a una entrada en barrena, muriendo el piloto. En muchos de los vuelos, pero no en el fatal, el piloto fue Alfred Reitherman. El concepto del planeador de combustible fue abandonado al final de la Segunda Guerra Mundial.

## Operadores
Estados Unidos
- Fuerzas Aéreas del Ejército de los Estados Unidos

## Especificaciones
Referencia datos: Fahey, Fighting gliders of World War II

### Características generales
- Tripulación: Cero/uno (piloto)
- Longitud: 8,9 m (29,3 ft)
- Envergadura: 16 m (52,5 ft)
- Superficie alar: 33,1 m² (356,3 ft²)
- Peso vacío: 1525 kg (3361,1 lb)
- Peso cargado: 3629 kg (7998,3 lb)
- Capacidad de combustible: 2560 l

## Aeronaves relacionadas

### Secuencias de designación
- Secuencia FG-_ (Planeadores de Combustible del USAAC/USAAF, 1930-1948): FG-1